# محرك مسطح رباعي

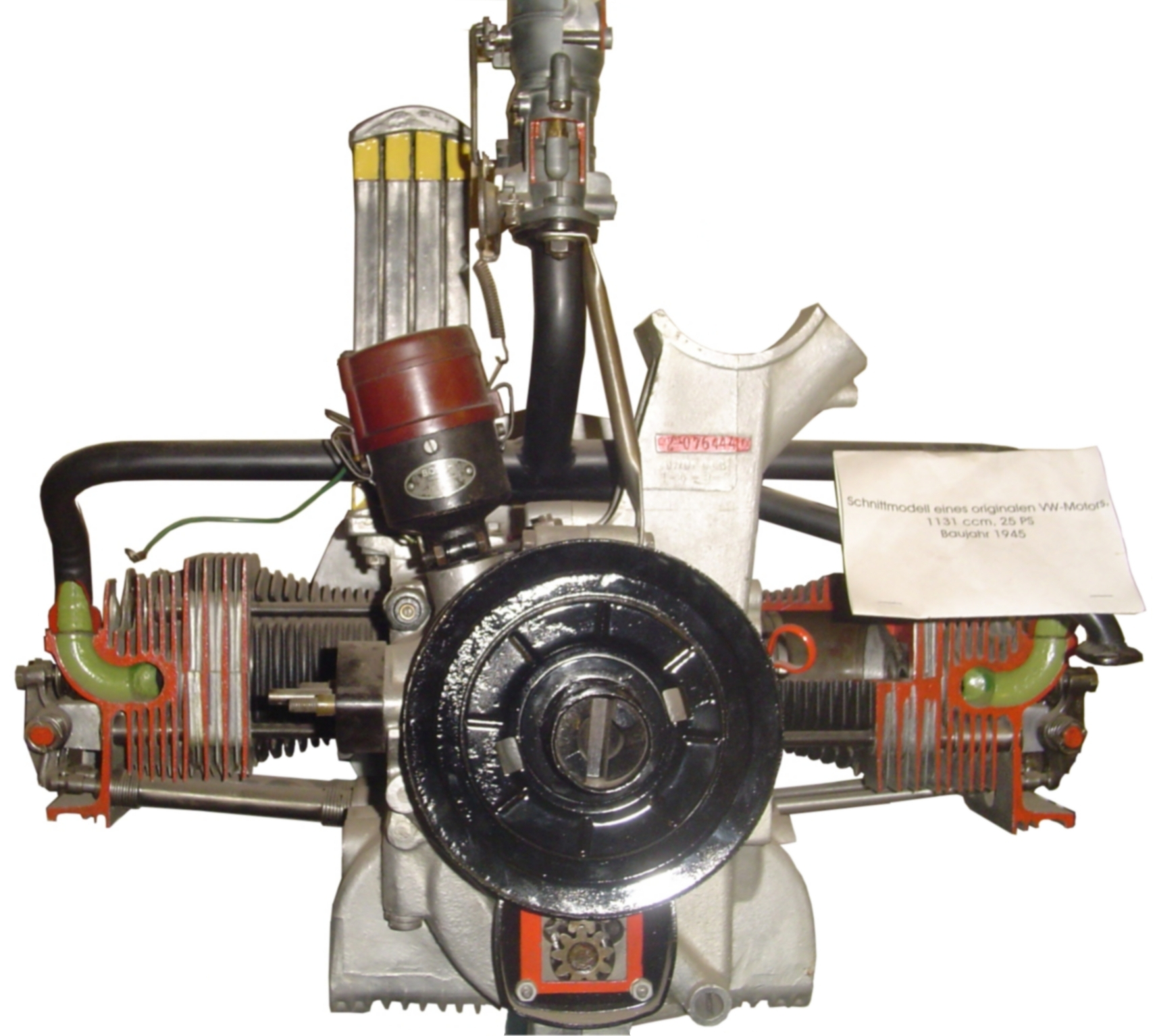
محرك فولكس فاجن بيتل، محرك سيارة رباعي مسطح

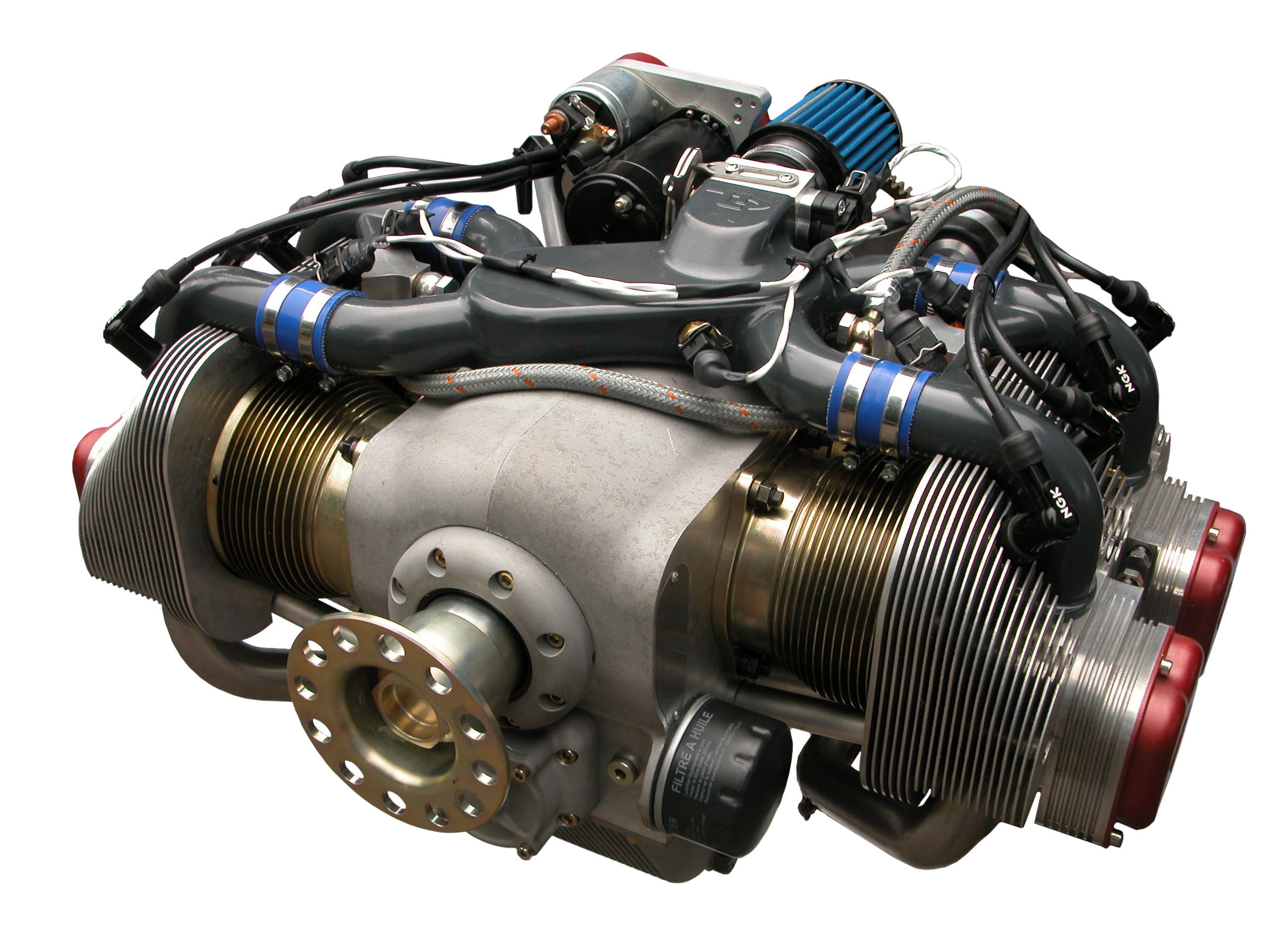
محرك طائرة مسطح رباعي

محرك مسطح رباعي أو محرك أفقي رباعي متعاكس هو أحد أنواع المحرك رباعي الأسطوانات، وهو عبارة عن محرك مسطح ‏ مكون من أربع أسطوانات موضوعة بشكل أفقي في مجموعتين على جانبي علبة مرافق مركزية.

## محرك رباعي متعاكس

رسم متحرك لمحرك رباعي متعاكس (محرك الملاكم)

تُوضع المكابس عادة على عمود المرفق حتى تتحرك ذهابا وإيابا في اتجاهات متقابلة في نفس الوقت، أشبه بتلامس قبضتي ملاكمين قبل بداية القتال، لذلك يُسمى هذا المحرك أحيانا بالملاكم-4. نادرا ما تم رؤية هذا التصميم بعمود مرفق مشترك (انظر محرك كوفينتري كليماكس إف دبليو إم دبليو كمثال لمحرك مسطح غير متعاكس)، لذلك يُستخدم مصطلح «مسطح رباعي» و «متعاكس رباعي» بشكل مترادف لوصف المحرك.
أدى تكوين المحرك على هذا الشكل لاتزان جيد للأجزاء الترددية، ومركز ثقل منخفض، وطول قصير جدا للمحرك. نتج أيضا عن شكل المحرك حصوله على تبريد هواء فعال بالإضافة لاتزان حراري ممتاز. برغم ذلك، فإن هذا التصميم مكلف لكي يتم تصنيعه، كما أنه عريض جدا للسيارات ذات غرف المحرك الصغيرة، الأمر الذي جعله مناسب أكثر  للدراجات النارية الطوافة والطائرات عن سيارات الركاب العادية.
لم يعد هذا التصميم شائع الاستخدام، لكن بعض ماركات السيارات تستخدم هذه المحركات، كما أنه شائع بالنسبة لمحركات الطائرات الصغيرة مثل تلك التي تصنعها ليكومينج وكونتينينتال و روتاكس. وعلى الرغم من أن هذه المحركات تتفوق على المحركات الرباعية الخطية من حيث الاهتزازات الثانوية، إلا أنها تراجعت لحد كبير أمام المحركات المصممة بعمود حدبات علوي ‏، التي سيتطلب تصميم رباعي الأسطوانات متعاكس منها، ضعف أعمدة الحدبات التي سيحتاجها محرك رباعي خطي، كما أن عمود المرفق من الصعب تصنيعه.
يعتبر مركز الثقل المنخفض ميزة للمحرك. كما يتناسب شكل المحرك مع تصميم محرك المنتصف (يُوضع المحرك في منتصف محور العجلات الأمامية للسيارة) وتصميم المحرك الخلفي (يُوضع المحرك في منتصف محور العجلات الخلفية).  يسمح تصميم المحرك الخلفي بالحصول على هيكل منخفض الذيل، بينما في تصاميم المحركات الأمامية يتعارض عرض المحرك دائما مع زاوية التوجيه القصوى للعجلات الأمامية. 
لم تمنع العقبة الأخيرة شركة سوبارو من استخدام المحركات الأمامية في سياراتها ذات الدفع الخلفي، حيث تم تعويض صعوبة وضع المحرك العريض في مقدمة محور العجلات الأمامية، بسهولة وضع نظام النقل وأليات قيادة العجلات الأربعة خلف المحرك قصير الطول، بين المحور الأمامي والمحور الخلفي.
سمح التصميم المكشوف للمحرك باستخدام تبريد الهواء وتبريد الماء، وفي تطبيقات تبريد الهواء تُوضع زعانف غالبا في الجدار الخارجي للأسطوانات لتحسين تبريد المحرك (تزيد الزعانف من مساحة انتقال الحرارة فتُحسن عملية التبريد).

## الاتزان والسلاسة

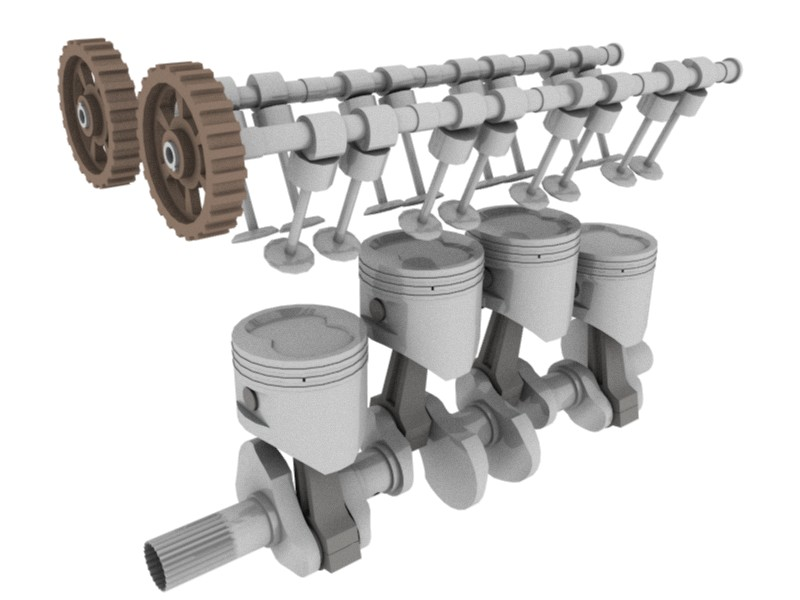
صورة مرسومة بواسطة الحاسوب، توضح الأجزاء الداخلية الرئيسية لمحرك خطي رباعي الأسطوانات، مزود بعمودين حدبات و 4 صمامات لكل أسطوانة

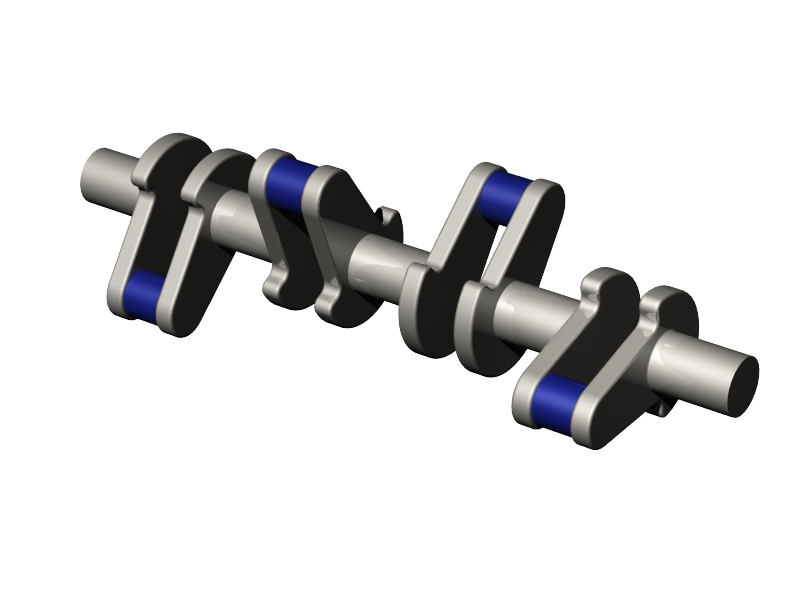
صورة توضح مسامير عمود المرفق ملونة باللون الأزرق.

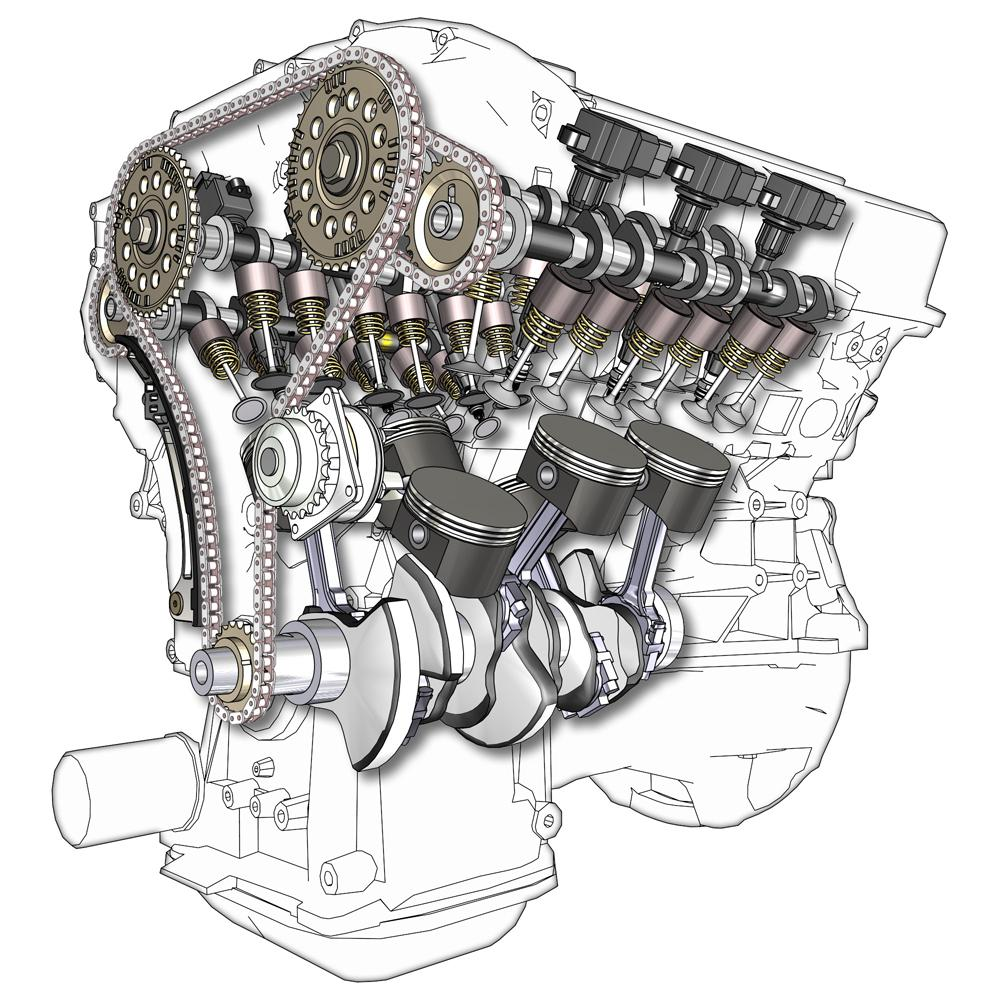
محرك على شكل حرف V سداسي الأسطوانات

تميل المحركات الرباعية المتعاكسة إلى أن تكون أكثر اتزانا من أشكال المحركات رباعية الأسطوانات الأخرى. يعاني المحرك الرباعي الخطي، أكثر أشكال المحركات رباعية الأسطوانات شيوعا، من مشكلة الاتزان الثانوي الحادث بسبب أن المكابس تتحرك أسرع أثناء دوران النصف العلوي من عمود المرفق عن النصف السفلي، مما يجعل المحرك يهتز مرتين صعودا وهبوطا بدوران عمود المرفق، أي أنه يهتز 4 مرات في الدورة (لأن عمود المرفق يدور مرتين في الدورة). أصبحت هذه المشكلة أكثر سوءا مع زيادة سرعة المكبس ووزنه، الأمر الذي أثر على سعة هذه المحركات بشكل كبير.
تحتوي المحركات الخطية رباعية الأسطوانات التي تزيد سعتها عن 2 لتر على أعمدة اتزان، بينما المحركات التي تزيد سعتها عن 3 لتر تكون نادرة الاستخدام في سيارات الركاب. على النقيض، تتعرض المحركات المسطحة رباعية الأسطوانات لعدم اتزان ثانوي أقل مع غياب الاهتزازات الكبيرة، التي تجعلها تدور ذهابا وإيابا حول محور عمودي. يرجع سبب هذا إلى أن الأسطوانات لا يمكن أن تكون متقابلة بشكل مباشر، لكنها يجب أن تكون متباعدة عن بعضها حتى تتمكن أذرع التوصيل من أن تكون على مسامير مرفق منفصلة، مما يجعل القوى الناتجة عن اهتزاز المكابس بعيدة عن مركز عمود المرفق.و في الغالب لا تصل الاهتزازات للدرجة التي تتطلب استخدام أعمدة اتزان.

عيب آخر للمحرك المسطح رباعي الأسطوانات المتقابلة، هو احتياجه لأنابيب عادم طويلة من أجل خلط غازات العادم الخارجة من فتحات العادم في الأسطوانات المتقابلة، لتحقيق نبضة عادم متساوية عند جميع الفتحات. في المحرك رباعي الأشواط، تُنتج كل أسطوانة نبضة عادم كل 720 درجة من دوران عمود المرفق، وتحتاج أن يلازمها نبضة أخرى في الأسطوانة الرابعة بعد 360 درجة من دوران عمود المرفق، للحصول على طرد متساوي للعادم في كل الأسطوانات، التي تكون في حاجة للتزود بالشحنة والاحتراق.
عندما يبدأ الإشعال في محرك مسطح رباعي في الأسطوانات اليسرى واليمنى، يكون بالترتيب التالي، يسار يسار يمين يمين أو يمين يمين يسار يسار، ويفصل بين كل اشعال (و كذلك طرد العادم) 180 درجة من دوران عمود المرفق. بعد مرتين من الإشعال سواء في الجانب الأيمن أو الأيسر للمحرك (أي بعد 360 درجة)، تكون الأسطوانة التي يحدث فيها الإشعال على الجانب الآخر من المحرك.
إذا صُمم أنبوب العادم المتشعب لكي يخلط الغازات الخارجة من منفذين للعادم في مخرج واحد كما كان شائعا في التصاميم في الماضي، تُصبح الفترة الفاصلة بين كل نبضة عادم والأخرى غير منتظمة، مما يؤثر على امتلاء الأسطوانات بشحنات متساوية ويبدأ ظهور ضجيج يُعرف باسم «ضجيج العادم» في المحركات المسطحة الرباعية القديمة.
طورت شركة سوبارو نظام عادم متساوي الأطوال وكذلك الفترة الفاصلة بين النبضات، بالإضافة لأنابيب عادم تصل الجانب الأيسر والأيمن من المحرك من أجل بطولة العالم للراليات في عام 1990، واستخدمت هذا التصميم في إنتاج   سوبارو ليجاسي في 2003 و سوبارو فوريستر في 2005 وسوبارو إمبريزا في 2007. نتيجة لاستخدام تصميم العادم المطور، لم يعد يحدث ضجيج العادم في محركاتسوبارو المسطحة الرباعية. 
مازالت سيارة إمبريزا وركس ووركس اس تي أي يحتويان على أنابيب عادم غير متساوية الطول لتشغيل الشاحن التوربيني الموجود في زاوية غرفة المحرك، ومازالت خاصية «ضجيج العادم» متواجدة فيها. تغير هذا التصميم في وركس 2015 باستخدام شاحن توربيني موضوع بشكل مركزي، فيما احتفظت اس تي أي بنفس التصميم. على الرغم من ذلك، فإن السيارتان مشهورين لحد ما في متاجر التعديل.
توجد في المحركات المسطحة رباعية الأسطوانات رباعية الأشواط، مشكلة شائعة في كل المحركات رباعية الأسطوانات، وهي عدم تشابك أشواط القدرة. عندما يبدأ مكبس شوط قدرته كل 180 درجة من دوران عمود المرفق، ومع دوران عمود المرفق 180 درجة بعد ذلك، تنهي جميع المكابس شوط قدرتها قبل أن يبدأ المكبس التالي شوط قدرته. ينتج عن ذلك وجود فجوات بين أشواط القدرة ووصول نبضات من العزم إلى الحدافة، مما يتسبب في اهتزاز دوراني لكامل المحرك حول محور عمود المرفق. على نقيض ذلك، في المحركات التي تحتوي على أسطوانات أكثر من 4، تتشابك أشواط القدرة ويبدأ المكبس التالي شوط قدرته قبل أن ينتهي المكبس السابق من شوط القدرة، مما يجعل توصيل القدرة الناتجة لعمود المرفق أكثر سلاسة.
كنتيجة لتكاليف التصنيع المرتفعة للمحركات المسطحة الرباعية مقارنة بالمحركات الخطية الرباعية، يختار معظم المصنعون المحركات الخطية الرباعية للطرازات الاقتصادية، ويستخدموا محركات خطية خماسية  الأسطوانات  و محركات على شكل v سداسية الأسطوانات للطرازات التي تتطلب قدرة أكثر. لا تخلو هذه المحركات من مشاكل عدم الاتزان، لكن باستخدام وسائل التصميم بمساعدة الحاسوب الحديثة، يمكن التغلب على هذه المشاكل باستخدام تشكيلة من تصاميم عمود المرفق المعقد وعمود الاتزان وركيزة المحرك. تفضل الشركات المصنعة للسيارات الفارهة استخدام محركات خطية سداسية و محركات مسطحة سداسية ‏ و محركات على شكل v ثمانية، لأن هذه التصاميم أكثر سلاسة من المحركات المسطحة الرباعية، خصوصا عند السعات الكبيرة.

## الاستخدام في السيارات

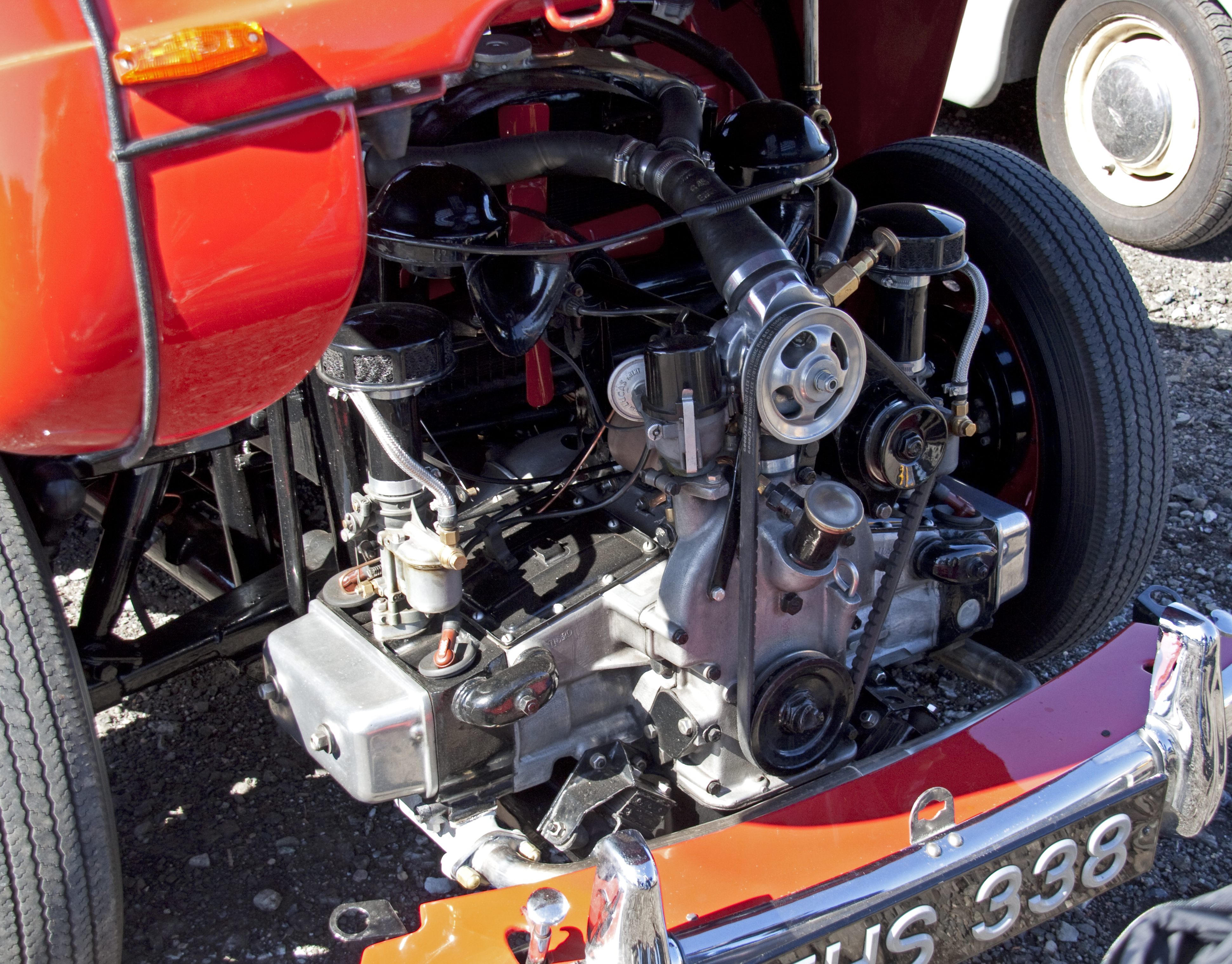
محرك مسطح رباعي يُبرد بالمياه في سيارة جويت جوبيتر طراز 1952.

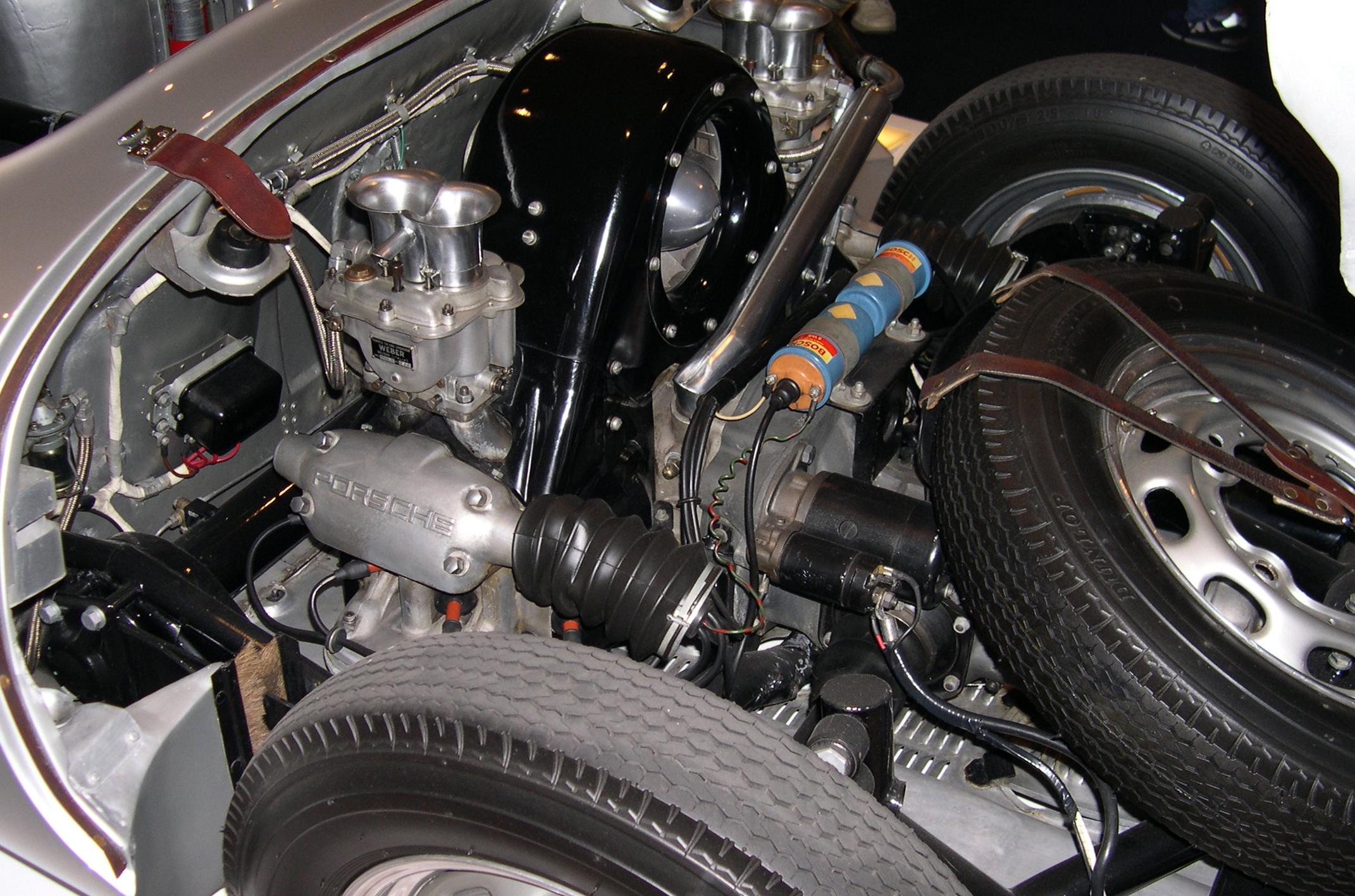
محرك مسطح رباعي طراز 1955 من سيارة بورش 550 سبيدر.

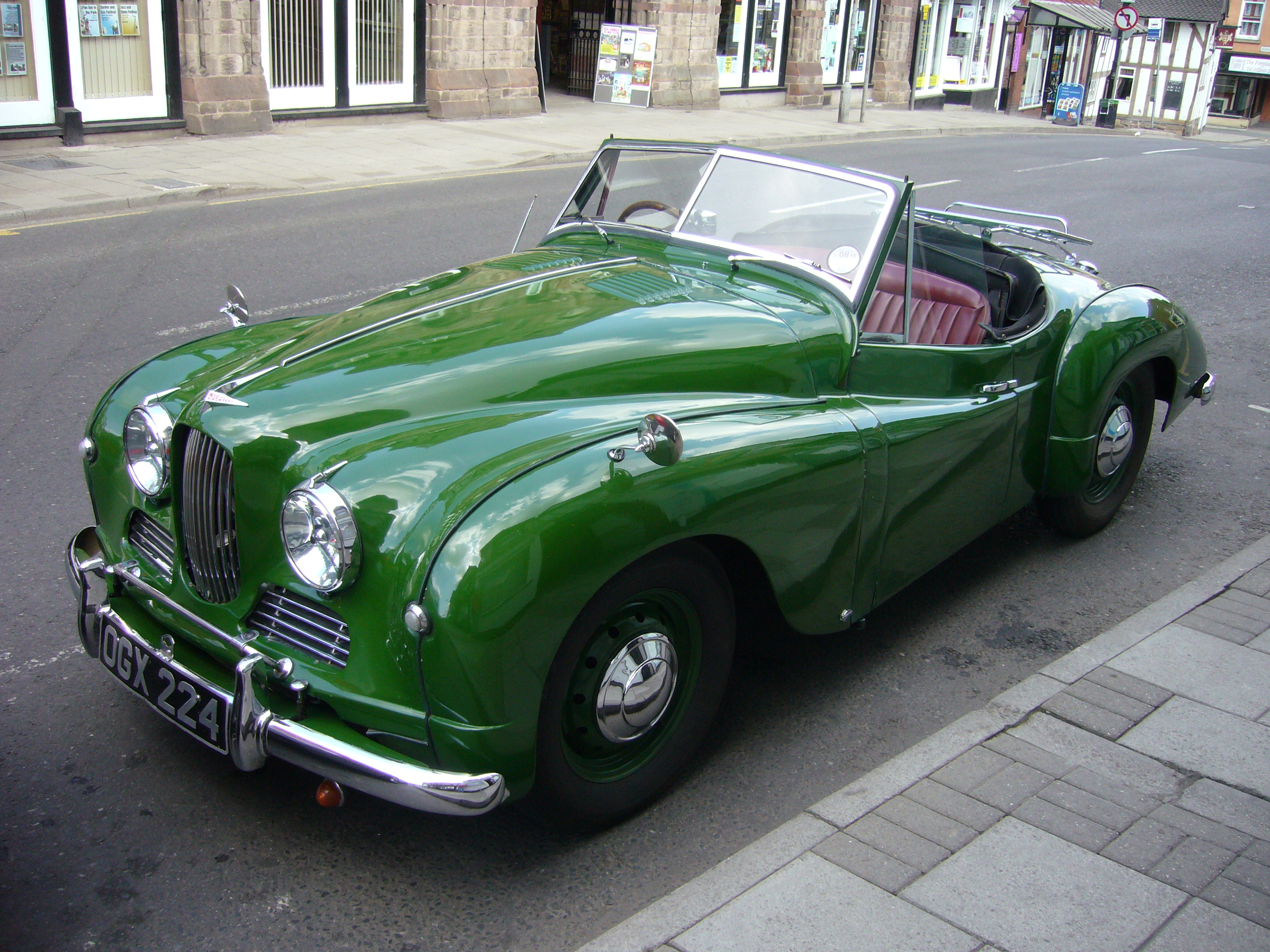
سيارة جويت جوبيتر طراز 1952

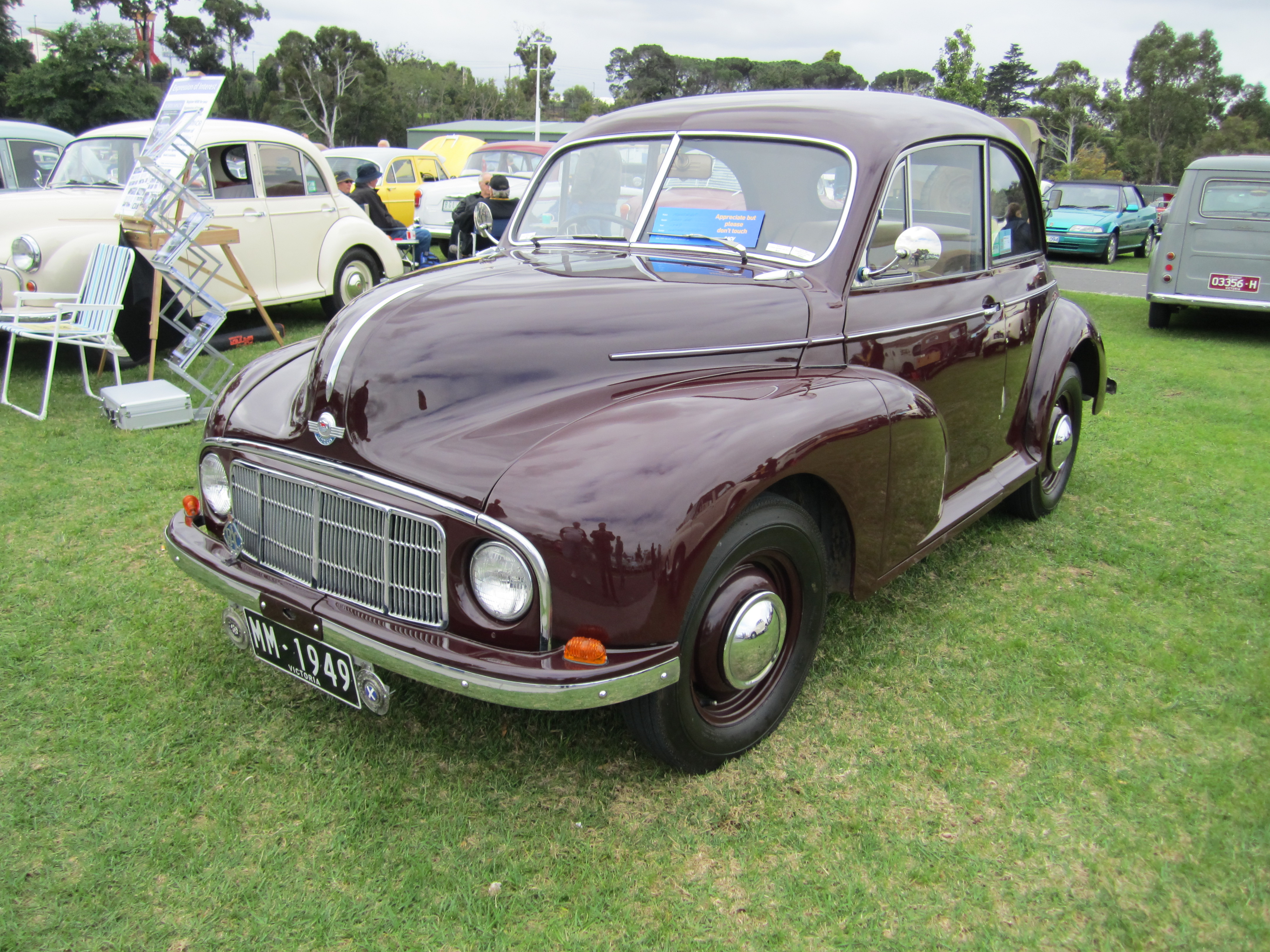
أول سيارة موريس مينور، صُنعت من عام 1948-1953.

في عام 1897 طور كارل بينز محرك الملاكم. يتكون هذا المحرك من أسطوانتين أفقيتين متقابلتين يحركان عمود مرفقي واحد، وسُمي المحرك باسم «المحرك المتعاكس». استُخدم من عام 1899 فصاعدا، خصوصا في سيارات الركاب وسيارات السباق.
زودت سيارة سباق بنز في مرحلة التطوير النهائية بمحرك متعاكس 20حصان، وقُدمت السيارة في عام 1900. وفي حين ان الطرازين السابقين من السيارة استخدموا محرك ملاكم (محرك متعاكس) مكون من أسطوانتين، استخدمت هذه السيارة المطورة بواسطة جورج وديهيل محرك ملاكم-أربع أسطوانات بسعة كلية 5440 سم مكعب.
عرضت والتر ويلسون ‏ سيارتهم في عام 1900، مزودة مبدأيا بمحرك مسطح رباعي، ثم بعد فترة قصيرة، كان هناك طراز منها مزود بمحرك مسطح سداسي ‏. وُضع المحرك بشكل مناسب بين حدود هيكل السيارة، وكان يُبرد بالمياه ومزود بعلبة تروس حلزونية ذات أربع سرعات. على غير المعتاد آنذاك، كان قطر أسطوانة المحرك وطول الشوط كلاهما يساوي 95 مم. صُنعت السيارة في لندن حتى استولت أرمسترونج ويتورث ‏ على الإنتاج في عام 1904، ثم صُنعت في نيوكاسل بعد ذلك حتى عام 1907. مازالت تتواجد نسخة من السيارة.
قدمت شركة تارا محرك مسطح رباعي يُبرد بالهواء في عام 1926، سُمي تارا 30، تبعه تي 52 في 1930 وتي 54 في 1931 وتي 57 في 1931 وتي 75 في 1933، كل هؤلاء كانوا محركات مسطحة رباعية الأسطوانات بسعات مختلفة، تُبرد بالهواء. أصبح طراز تي97 لعام 1936 رائدا للمحركات الخلفية، المسطحة الرباعية، وتم استخدامه في فولكس فاجن كيه دي اف-فاجن.
اشتهرت سيارات جويت قبل الحرب العالمية الثانية بمحركاتها المزدوجة المسطحة، لكنهم صنعوا محرك مسطح رباعي لشركة جاسون ونماذج أخرى قدرتها 10حصان في عام 1930. بعد الحرب، صمم جيرالد بالمر ‏ الطرازات الرياضية من سيارة جافيلين سالون و جوبيتر، والتي استخدموا تصاميم مختلفة كليا للمحرك المسطح الرباعي. صمم أليك ايسيجونيس سيارة موريس مينور بالأساس لاستخدام محرك مسطح رباعي، لكن بسبب القيود الاقتصادية لم يتم استخدام المحرك أبدا.
صممت بورش محركات فولكس فاجن المسطحة الرباعية المبردة بالهواء لسيارة فولكس فاجن بيتلز، ومعظم أوائل سياراتفولكس فاجن وبورش مثل فولكس فاجن النوع 2 تي 1، وبورش 356 و بورش 550 وبورش 912. استخدمت سيارة بورش 914 التي حلت بديلا لبورش 912، نسخة أكبر من محرك فولكس فاجن المصمم بالأساس لسيارة فولكس فاجن النوع 4. استخدمت العديد من الطائرات المصنعة منزليا، نسخة معدلة من محرك فولكس فاجن مسطح رباعي الأسطوانات ويبرد بالهواء.
ظهرت سيارة جولياث 1100 في معرض جنيف للسيارات في مارس 1957، بمحرك مسطح رباعي يُبرد بالمياه وتبلغ سعته 1100 سم مكعب، ويدفع العجلات الأمامية. في عام 1958، تم تغيير اسم السيارة إلى هانسا 1100، وأُنتجت خلال عام 1961.
استخدمت فولكس فاجن محركواسيربوكسر مسطح رباعي ويُبرد بالهواء، في الجيل الثالث من سيارة فولكس فاجن النوع 2 (تي 3) حتى عام 1991.
استخدمت سيتروين محرك مسطح رباعي يُبرد بالهواء في سيارات، سيتروين أمي، وسيتروين جي اس، وسيتروين جي اس ايه، و سيتروين أكسيل.
عُرض محرك ألفا روميو المسطح الرباعي في عام 1971 في سيارة ألفا روميو ألفاسود. استُخدم المحرك لاحقا في ألفا روميو أرنا، وألفا روميو 33 وألفا روميو سبرينت، و ألفا روميو 145/146.
استخدمت لانشيا عدة إصدارات من محرك لانشيا المسطح الرباعي والمبرد بالمياه، في سيارة لانشيا فلافيا (سعة 1.5 إلى 2 لتر) والسيارة الفارهة لانشيا جاما (سعة 2 إلى 2.5 لتر).
تنتج سوبارو محرك مسطح رباعي مبرد بالمياه، يُوضع في مقدمة السيارة، تم تسويق المحرك باسم «اتش-4» الذي يعني أن المحرك أفقي فضلا عن كونه على شكل حرف H. صنعت سوبارو العديد من المحركات، بداية من سلسلة   محرك سوبارو أي ايه التي قُدمت في عام 1966، مرورا بسلسلة محرك سوبارو أي جيه المستخدمة حاليا، والتي تتصف بأنها عريضة لكنها قصيرة جدا وخفيفة الوزن، وتُوضع فوق محور العجلات الأمامية ونظام النقل خلفها. مع وضع المحرك بهذا الشكل، يبقى صندوق التروس مشابه جدا لانظمة النقل الشائعة من حيث التصميم والوزن بدون الحاجة لصندوق نقل كبير وغير فعال. بالرغم من أن المحرك أكثر تكلفة من المحرك الخطي الرباعي، إلا أنه سمح لسوبارو بصناعة سيارة رباعية الدفع بتكلفة إضافية قليلة عن نظام الدفع الثنائي.
في مشروع مشترك بين تويوتا وسوبارو، طُور محرك مسطح رباعي الأسطوانات بسعة 1998 سم مكعب وقدرة 147 كيلو وات، ونظام حقن مباشر للوقود. عُرف المحرك باسم سوبارو اف ايه 20 و تويوتا 4 يو-جي اس أي، استُخدم المحرك في سيارة تويوتا 86 الكوبيه (الكوبيه: سيارة ذات سقف ثابت وبابين فقط) وسوبارو بي أر زد.
أعلنت بورش في عام 2012 أنها تطور محرك مسطح رباعي جديد بسعة 2.5 لتر، وكانت بورش 914 وبورش 912 أي أول سيارات لها تستخدم محركات مسطحة رباعية منذ عام 1970.

## الاستخدام في الدراجات النارية

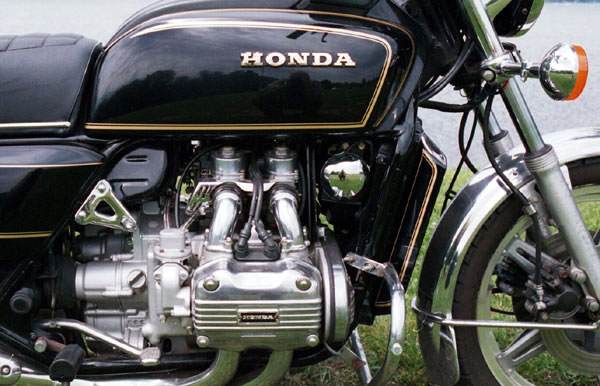
هونددا جي إل 1000 بمحرك مسطح رباعي.

- قدمت هوندا محرك مسطح رباعي يقود عمود ناقل للحركة في الدراجات النارية المنتجة في عام 1975 في هوندا جي إل 1000 جولد وينج.
- من عام 1938 إلى 1939 أنتجت سونتب كيه 800 الرباعي المتعاكس المزود بعمود ناقل للحركة في ألمانيا.
- في عام 1955، في بريطانيا، أنتجت وولر أعداد قليلة من المحركات المسطحة الرباعية سعة 500 سم مكعب، والمزودة  بعمود ناقل للحركة.
- كانت سيارة بي اف جي-سيتروين (الفرنسية) طراز عام 1982، مشغلة بواسطة محرك سيارة سيتروين المسطح رباعي، سعة 1299 سم مكعب ومزود بعمود ناقل للحركة. صُنع منها حوالي 450 سيارة في عام 1981 و 1982، واشترت الشرطة الفرنسية ربع الكمية المصنعة.[9][10]

## الاستخدام في الطائرات

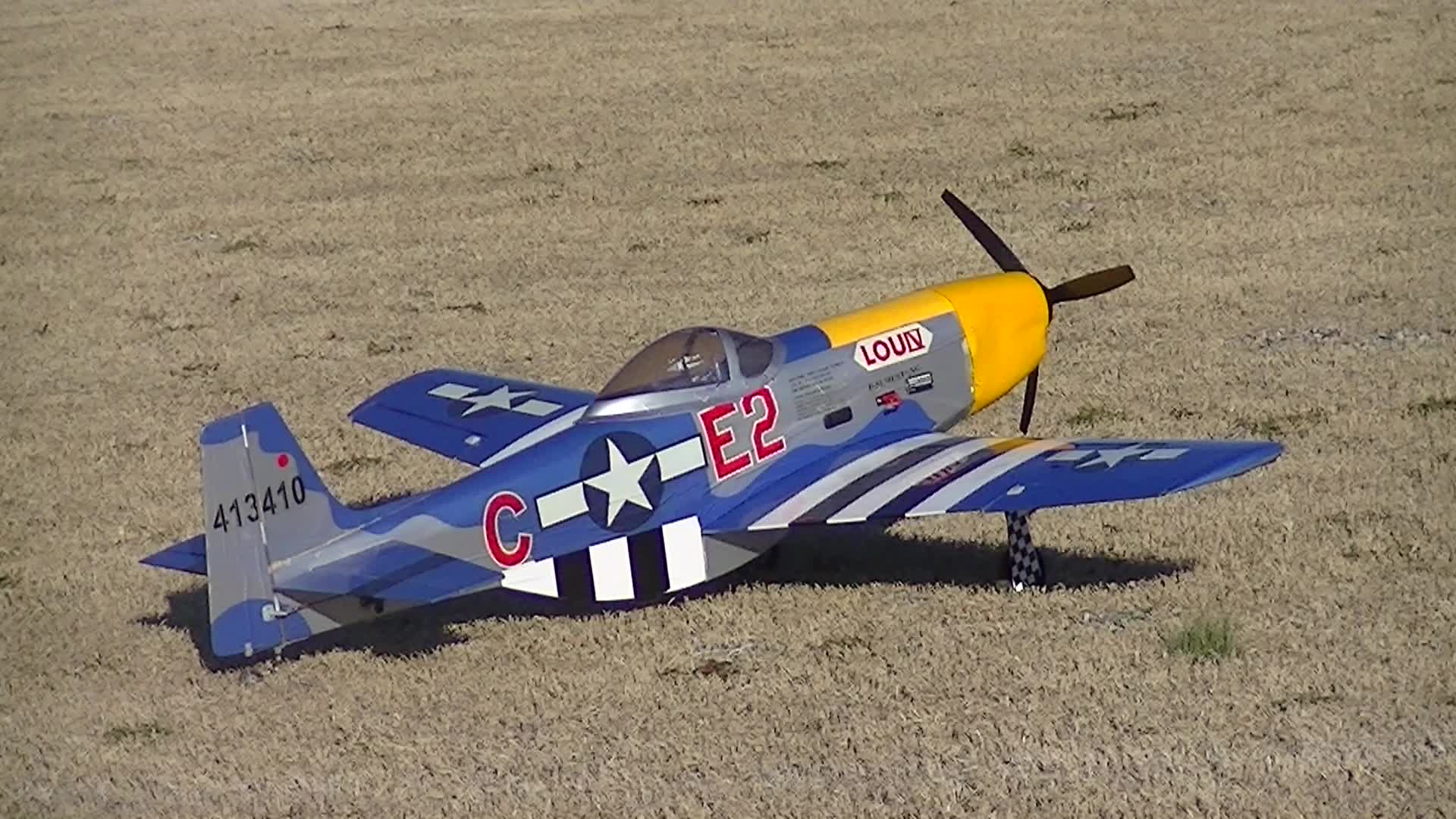
طائرة لاسلكية بي-51 موستانج

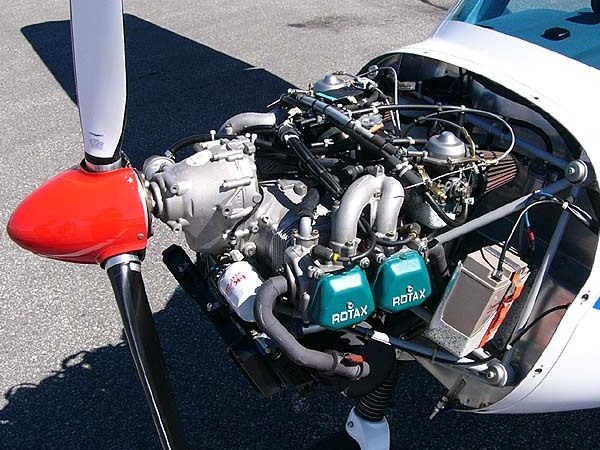
محرك روتاكس 912 يو إل ، 100 حصان

تصنع ليكومينج سلسلة مشهورة من محركات الطائرات المسطحة رباعية الأسطوانات، التي تصل سعتها إلى 360 بوصة مكعبة (5.9 لتر)، وتُستخدم في العديد من طائرات سيسنا الصغيرة وطائرات الطيران العام الأخرى. أُنتجت محركات مشابهة بواسطة كونتينينتال موتورز و شركة محركات فرانكلين وشركات أخرى. تشغل محركات الطائرات المستغنى عنها العديد من القوارب الهوائية في فلوريدا إيفرجلاديز. 
صنعت شركة محركات أو اس في اليابان، محركات مسطحة رباعية صغيرة، تبرد بالهواء، بسعة 40 سم مكعب و 52 سم مكعب للاستخدام في هواية الطائرات اللاسلكية، وتنتج حاليا محرك «اف اف-320» بسعة 52 سم مكعب.
يفضل دائما مصنعي الطائرات المصنعة منزليا استحدام المحركات المسطحة الرباعية، بسبب سلاسة تشغيلها وملائمتها للتبريد بالهواء. كانت محركات فولكس فاجن وسوبارو المسطحة الرباعية المعدلة، شائعة الاستخدام لسنين عدة. في الأوقات الحالية، نجحت المحركات المسطحة الرباعية المصنعة خصيصا للطائرات المصنعة منزليا، ومن أمثلة هذه المحركات، روتاكس 912 و جابيرو 2200 و دي-موتور ال اف 26.